# Rudolf-Breitscheid-Straße (Cottbus)

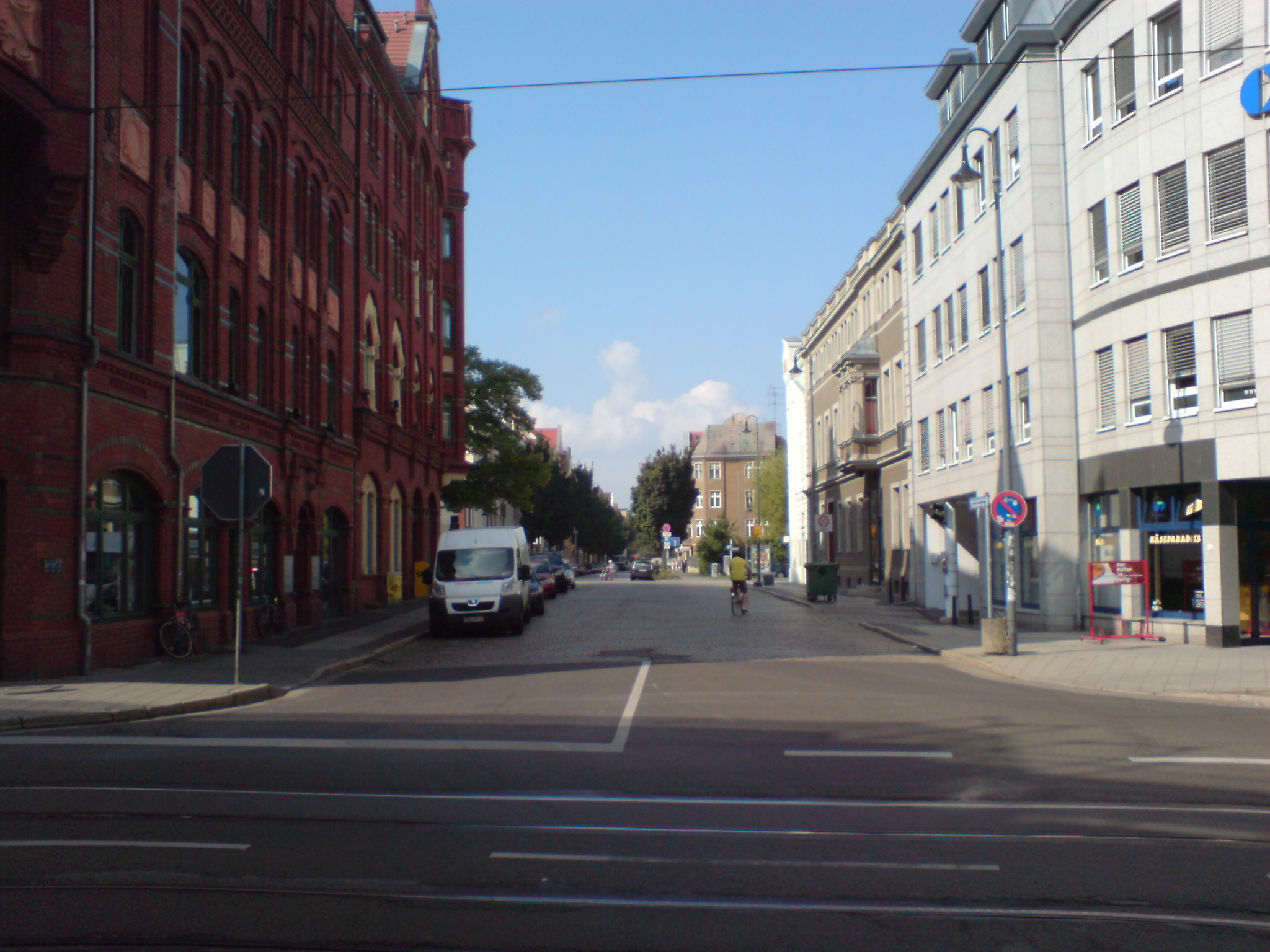
Rudolf-Breitscheid-Straße in Cottbus – Einmündung in die Straße der Jugend

Die Rudolf-Breitscheid-Straße (niedersorbisch R. Breitscheidowa droga, ehemals Kaiserstraße) verläuft in Ost-West-Richtung und verbindet die Bahnhofstraße mit der Straße der Jugend in Cottbus.
Die Bebauung der ehemaligen Kaiserstraße erfolgte zwischen 1898 und 1911 mit gehobenen Mietwohn- und Geschäftshäusern.
Sie war bereits im Bebauungsplan von 1892 zwischen der Taubenstraße und der Waisenstraße vorgesehen, wurde aber erst 1907 zwischen Bahnhofstraße und Tiegelgasse freigelegt.
Im Jahr 1912 führte sie bis zur Moltkestraße. Allerdings war sie zwischen der Grünstraße und Schillerstraße unterbrochen. Erst 1928 wurde in der Höhe der Tiegelgasse eine Verbindung zur Dresdener Straße geschaffen.
Die Umbenennung der Kaiserstraße erfolgte 1946 zum Gedenken an den 1945 im KZ Buchenwald ums Leben gekommenen sozialdemokratischen Politiker Rudolf Breitscheid.
Besonders prägen die Bauten des einstigen Hotels und des gleichnamigen Kaufhauses „Weiße Taube“, der ehemaligen Kreissparkasse und des Filmtheaters Weltspiegel das Bild der Rudolf-Breitscheid-Straße. Die Bebauung weist in ihrer Geschlossenheit auf das städtische Leitbild der Zeit vor dem Ersten Weltkrieg.

## Baudenkmale
|    | Lage                          | Bezeichnung                          | Beschreibung | Bild |
| -- | ----------------------------- | ------------------------------------ | --- | ---- |
| 1  | Rudolf-Breitscheid-Straße 1   | Kauf- und Mietwohnhaus „Weiße Taube“ | Das Gebäude wurde 1897 im Auftrag des Kaufmanns Otto Rechnitz als Eckgebäude errichtet. Es ist das ehemalige Kaufhaus „Weiße Taube“. Die Bauausführung übernahm das Cottbuser Baugeschäft C.L. Schade jun. Während der Nachkriegszeit wurden die Dachgauben, der Zwerchgiebel und der Dachreiter vom Dach entfernt. 2001 wurde die Hausfassade saniert und in diesem Zuge auf dem Dach große Dachhäuser gebaut, die in ihrer Form und Anordnung nicht den bauzeitlichen Vorbildern entsprechen. Der Grundriss ist L-förmig und es handelt sich um einen Verblendziegelbau von vier zu sechs Achsen. Die Hausecke ist durch turmartige Risalite von den Fassadenseiten abgesetzt. Der Haupteingang befindet sich in der abgeschrägten Eckachse, die einen übergiebelten Erker besitzt. Im Giebelfeld befindet sich in einem Kleeblattbogen das alte Wirtshausschild und ein Hausspruch. Im 2. Obergeschoss, unterhalb des Erkerfensters, ist in einem Rollwerk die Inschrift „Kaufhaus Weiße Taube“ zu lesen. Das Erdgeschoss ist als Ladenzone ausgebildet, wogegen das erste und zweite Obergeschoss sich mittels geschossübergreifender Blendarkatur und vertikal betonter ornamentaler Gesimse abheben. In der 3. Etage sind die Fensterbrüstungen mit pflanzumrankten Medaillonfeldern, wie z. B. Persönlichkeiten, Gewerbezweig und Wappen versehen. Des Weiteren sind die Straßenseiten durch eine differenzierte Fenstergestaltung belebt. An der Front zur Straße der Jugend ist ein Erker vorhanden und zur Rudolf-Breitscheid-Straße prangt das Eingangsportal. Durch das Farbzusammenspiel von Dunkel- und Hellrot in der Ziegelfassade wirkt das Gebäude sehr dekorativ. Ferner besitzt es Terrakotta imitierenden Bauschmuck aus Putzstuck und dunkelgrün glasierte Ziegelbänder. Das Bauwerk ist typisch für den traditionsgebundenen und zeitgenössischen Mietwohnhausbau, wobei in der Wandflächenaufteilung bereits die Funktion eines Kaufhauses zu erkennen war. Durch die Ecklage ist das Gebäude von der Altstadt her ein imposanter Blickfang. |      |
| 2  | Rudolf-Breitscheid-Straße 2   | Hotel und Restaurant „Weiße Taube“   | Das frühere Restaurant und Hotel „Weiße Taube“ entstand 1899–1901 und befindet sich auf einem Eckgrundstück zwischen der Rudolf-Breitscheid-Straße und der Taubenstraße. Der Bauherr und Inhaber war Otto Rechnitz. Der Architekt Georg Schneider entwarf 1897 die Pläne für das ehemalige Hotel. Die Bauleitung und Entwurfsüberarbeitung wurde durch das Cottbuser Architektur- und Baubüro August Patzelt realisiert. Nach vollständiger Renovierung wurde hier 1912 das Hotel „Monopol“ eröffnet. Seit Anfang der 1920er Jahre bis 1995 beherbergte es das Finanzamt Cottbus-Mitte. In den 1950er Jahren zog der Rat des Kreises sowie der Rat der Stadt in dieses Gebäude. 1999/2000 wurde das Bauwerk umfassend instand gesetzt. Der Eckbau von vier zu fünf Achsen Breite mit einer polychromen Fassade mit unterschiedlichen roten Sichtziegeln wird von dunkel- und hellgrün glasierten Ziegelbändern durchzogen, die mit dem verputzten Bauschmuck kontrastieren. Die abgeschrägte Eckachse hat ein spitzbogiges Portal und einen über die Traufe ragenden, viergeschossigen Erker. Die Achsen seitlich des Erkers sind durch Blendarkatur und abschließende Zwerchgiebel hervorgehoben. Auffallend ist die Vielfalt der schmuckvollen Fenster: Segmentbogenfenster, deren Laibungen mit schlanken Säulen und Kompositkapitellen aus Terrakotta versehen sind; gekuppelte Rund- bzw. Segmentbogenfenster mit massiven Mittelsäulen unter einer Spitzbogenblende; Segmentbogenfenster mit Verdachungen. Im Inneren sind wichtige Teile der einst prächtigen Ausstattung erhalten geblieben. Hinter dem Eingang befindet sich ein ovaler Windfang mit dem Rokoko entlehnten Stuckornamenten an Wänden und Decke. Zur Taubenstraße schließt sich der dreijochige Saal mit architravierter Säulenstellung und von Stuckprofilen umrahmten Deckenfeldern des Hotelrestaurants an. Auch auf den früheren Gesellschaftsraum im ersten Stock mit kräftig ausgearbeiteter Stuckdecke und auf die stattliche Haupttreppenanlage ist zu verweisen. Das Hotel ist der letzte Repräsentant dieses Gewerbezweiges mit so originalem Baubefund. Es gehört zu den baukünstlerisch und baugeschichtlich bemerkenswerten Beispielen einer an der märkischen Backsteingotik orientierten historistischen Architektur. |      |
| 3  | Rudolf-Breitscheid-Straße 12  | Kreissparkasse                       | Das Eckgrundstück Bahnhofstraße/Rudolf-Breitscheid-Straße wurde bis 1935 als größere Gartenanlage genutzt. Die Kreissparkasse kaufte das Gelände und ließ ein neues Gebäude errichten. Im Jahre 1937 konnte dann der schmucklose Vorkriegsbau aus verputzten Ziegelsteinen eingeweiht werden. Das Haus ist ein Zweckbau und besaß nur eine Wohnung für den damaligen Hausmeister des Objektes Johannes Man. 1950 übernahm die Stadtsparkasse die Räume in der Bahnhofstraße und von nun arbeiteten Kreis- und Stadtsparkasse gemeinsam, bis zum Jahr 1997. Die neue Geschäftsstelle eröffnete am Brandenburger Platz. In diesem Gebäude wurde 1983 der erste Geldautomat von Cottbus aufgestellt. Das zweigeschossige Gebäude steht mit der Frontseite zur Bahnhofstraße, über dem verglasten großen Eingangsportal befindet sich der Firmenschriftzug. Das niedrig gehaltene Erdgeschoss ist klinkerartig verputzt, links neben dem Haupteingang befinden sich zwei Eingangstüren. Die äußere Tür führt zum Verwaltungstrakt und durch die zweite Tür gelangt man in den Automatenraum. Den Schalter und Kundenraum in der 1. Etage erreicht man über eine große Treppe vom Eingangsbereich aus. Aktuell hat bis Ende 2012 die Kreditabteilung der Sparkasse ihren Sitz in diesem Gebäude. Über das weitere Schicksal und die Nutzung des alten Gebäudes ist bisher nichts entschieden. |      |
| 4  | Rudolf-Breitscheid-Straße 13  | Mietwohnhaus                         | Das Mietwohnhaus wurde 1907/08 für den Maurermeister Moritz Hausten errichtet. Das Gebäude besitzt ein Berliner Dach und ist in eine Blockrandbebauung integriert. Die Putzfassade wurde durch einen Erker betont, der zum obersten Geschoss hin mit einem Austritt abschließt. Über dem Erker ist ein Zwerchgiebel mit Sichtfachwerk vorhanden und seitlich davon jeweils eine flache Fledermausgaube. Die glattgeputzten Pilaster umfassen den Erker und gestalten das Erdgeschoss. Die Seitenachsen wurden mit einem Kammputz versehen und im obersten Geschoss ist die Seite verschindelt. In der zweiten und dritten Etage sind die axial angeordneten Fenster durch glattgeputzte Rahmen mit Dekorfeldern akzentuiert. Der Eingangsbereich wird von einem Rosenfries und stilisierten Tierdarstellungen verziert. Die in der Haustür eingearbeiteten Kassetten beherbergen Masken, die die Motive des Wanddekors widerspiegeln. Das Innere ist fast unverändert geblieben. Dort gibt es den originalen Tür- und Fensterbestand, Wandfassungen, Stuckdecken und polychrome Terrazzoböden aus der Bauzeit. Das Bauwerk ist außergewöhnlich gut erhalten und bietet eine abwechslungsreiche untergliederte Architektur mit einer anspruchsvollen Detaillösung. Durch die Verbindung von kannelierten Pilastern, rustikalem Fachwerk- und Schindelelementen sowie stilisiertem Jugendstildekor, weist das Gebäude zeittypische eklektische Tendenz auf. |      |
| 5  | Rudolf-Breitscheid-Straße 66  | Mietwohnhaus                         | Dieser an der Nordseite der Straße stehende Putzbau mit Berliner Dach wurde 1907/08 errichtet. Dieses Gebäude verbindet auf individuelle Weise neubarocke Dekorelemente mit großflächiger Fachwerkzier, und ist damit ein markantes Beispiel eines Mietwohnhauses aus der Zeit kurz nach der Wende zum 20. Jahrhundert. Das Gebäude wurde 1973 instand gesetzt. Eine Fassadensanierung und eine Modernisierung des Inneren fanden 1990 sratt. Hierbei erfolgte u. a. ein Fahrstuhlanbau an der Rückseite des Hauses sowie der Ausbau des Daches unter Verlust der straßenseitigen Dachhäuser. Die Fenster wurden dem bauzeitlichen Vorbild nachgebildet. Das Erdgeschoss ist einfach gehalten. Hier ist nur das Durchfahrtstor gerahmt und von einem geschweiften Giebel mit Kartusche überfangen. Ein an der Stirnseite leicht verwölbter Erker mit geschweiftem, kartuschenverziertem Giebelabschluss befindet sich auf der Mittelachse, und die Erkerfenster sind von Teilungspfosten mit Perlschnüren verziert. Die gewölbten Fenster- und Balkonbrüstungen wurden mit Rollwerk geschmückt. Durch die gestalterische Zusammenfassung der Fassadenbereiche mit Zierfachwerk dominieren das dritte Obergeschoss und der firsthohe, gebrochene Zwerchgiebel die Ansicht. Hier wird der Mittelerker als Runderker weitergeführt und ist auf der Höhe des dritten Obergeschosses verputzt. Teile der Durchfahrt werden überfangen von einem Flachtonnengewölbe mit schlichter geometrischer Putzgliederung an den Wänden. |      |
| 6  | Rudolf-Breitscheid-Straße 67  | Mietwohn- und Geschäftshaus          | Dieses Gebäude unter Satteldach und mit kurzem seitlichen Hofflügel entstand 1911 und zeigt anschaulich die Einflüsse der Reformarchitektur. Allerdings zeigen die mächtigen Erker und Dachaufbauten ansatzweise eine Wende ins Monumentale. 1973 wurden bei Instandsetzungsmaßnahmen die seitlichen Erkerfenster geschlossen. Weitere Instandsetzungs- und Restaurierungsmaßnahmen der Fassade und der Durchfahrt fanden 1995 statt. Straßenseitig ist die Fassade mittig durch einen dreigeschossigen Erker betont. Dieser ist in den ersten beiden Geschossen trapezförmig und im dritten Geschoss rechteckig ausgebildet. Im dritten Geschoss sind die vierteiligen Erkerfenster holzgerahmt. Darüber befindet sich ein durch eine Dachschürze abgehobenes, überdimensioniertes, fachwerkverziertes Zwerchhaus unter Walmdach, das wiederum von zwei Dachhäusern mit Schweifgiebel begleitet wird. Die rechte Außenachse zeigt dekorativ mit zu einem flachen Runderker verwölbten Fenster; links vom Erker befinden sich Loggien mit gewölbten Brüstungen. An den Brüstungsspiegeln der drei Erkerfenster befinden sich schlichte Stuckelemente. Das Erdgeschoss besitzt eine zentrale, rundbogige Hausdurchfahrt. Rechtsseitig der Durchfahrt ist eine Türöffnung angeordnet. Tür und Tor sind bauzeitlich mit kleinen, vergitterten Mittelfenstern, großen Bockshorn- und im unteren Teil mit Eisenbeschlägen. Flache Decken und Grat- bzw. Tonnengewölbe lösen sich in der Durchfahrt ab, und eine Arkade trennt den Hausflur von der Durchfahrt. An der heute glatt verputzten Hofseite findet man Holzloggien und einen Treppenturm. |      |
| 7  | Rudolf-Breitscheid-Straße 69  | Mietwohnhaus                         | Dieses 1910 errichtete Mietwohnhaus zeigt die konservative Baukunst der Zeit vor dem Ersten Weltkrieg. Hier wurde 1999 die Fassade, unter Erhaltung der Obergeschossfenster, instand gesetzt und der Innenbereich unter Erhaltung der bauzeitlichen Ausstattungselemente (u. a. Eingangsbereich mit Mosaikfußboden und Wandfliesen, Treppenanlage über ovalem Grundriss mit gekrümmt zweiläufiger Treppe und Oberlicht, Stuckdecken, Türen, Parkettboden der großbürgerlichen Wohnungen) saniert. Das Gebäude mit hofseitigem Trakt zeigt ein von Gesimsverdachungen (mit Vasen) überfangenes Eingangsportal. Die Fassadenmitte des schlicht gestalteten Erdgeschosses besitzt einen vorgesetzten Erker. Hier ist das Mansarddach mit einem geschweiften Zwerchgiebel versehen. Das Souterrain wurde mit Sandsteinplatten verkleidet, die drei Obergeschosse sind durch fein gequaderte Kolossalpilaster zusammengefasst. Girlanden, Kartuschen und Tuch- bzw. Pflanzengehänge dienen, vor allem zur Betonung der Fenster, als Bauschmuck. Die Fenster sind vielfältig gestaltet. So sind an den konkav ausgebildeten Erkerseiten sowie im Zwerchhaus Ochsenaugen, im zweiten Stockwerk wiederum französische Fenster mit filigran gearbeiteten Brüstungsgittern. An der Hofseite befindet sich ein dreigeschossiger Runderker, eine Balkonachse und ein Treppenturm mit portalartig gefasstem Eingang. |      |
| 8  | Rudolf-Breitscheid-Straße 69a | Mietwohnhaus                         | Der von einem Mansarddach abgeschlossene Putzbau mit L-förmigem Grundriss wurde 1911/12 errichtet. Die Fassade wurde analog zur Hausnummer 69, jedoch etwas zurückhaltender in der Anwendung von Bauschmuck gestaltet. Das Erdgeschoss befindet sich über sandsteinverkleidetem Souterrain und besitzt eine Bänderstruktur. Die seitliche Haustüröffnung wird von einer mit Voluten besetzten Gesimsverdachung bekrönt und von geometrisch ornamentierten Pilastern begleitet. Die zweiflügelige, metallene Tür wurde großflächig verglast und mit medaillonverzierten Gittern versehen. Geschmückte Konsolen tragen den mittigen Erker, dessen Seiten konvex geformt sind. Hier befinden sich je Stockwerk drei schlanke Fenster, im zweiten Obergeschoss zusätzlich mit Balkonaustritt, dessen filigranes Balkongitter ebenfalls nach außen gewölbt ist. Die Fenster der Außenachsen sind dreiteilig bzw. zu Paaren zusammengefasst, schlicht gerahmt und zum Teil an den Sturz- bzw. Brüstungszonen betont. Trotz der Modernisierungsmaßnahmen 1995 sind die Windfangpendeltür im Eingangsbereich, deren dekorative Glaseinsätze, das von einem Ornamentfries begleitete rundbogige Oberlicht, die Treppenanlage und die zweiflügligen Wohnungstüren aus der Bauzeit erhalten geblieben. |      |
| 9  | Rudolf-Breitscheid-Straße 70  | Mietwohn- und Geschäftshaus          | Das Mietwohnhaus wurde 1912 durch den damaligen Eigentümer, dem Architektur- und Baugeschäft Dümpert & Haucke, im neuklassizistischen Stil errichtet. Bis nach 1945 war hier der Sitz der Außenstelle der Siemens-Schuckert AG. Diese war maßgeblich am Bau des Cottbuser Elektrizitätswerkes, der Elektrifizierung der Stadt und dem Aufbau der Straßenbahn beteiligt. Um 1995 erfolgte eine Modernisierung bzw. Teilrekonstruktion des Gebäudes mit Erhaltung der Raumstrukturen und Deckenstuckdekorationen sowie der Türen, der Haupttreppe und einem hofseitigen Treppenturm mit Wendeltreppe. Anschließend wurde das Objekt weiterhin als Bürogebäude genutzt. Die Straßenfront unterteilt sich in einen dreizonigen, vertikalen Fassadenaufbau unter einem Berliner Dach. Durch einen mittig angeordneten Balkonerker werden die ersten beiden Etagen zusammengefasst. Seitlich schmücken Kolossalpilaster mit Flechtbanddekor den Vorbau. Die Seitenachsen sind mit Zwillingsfenstern versehen, über denen sich übergiebelte Putzfelder befinden. Im zweiten Stock verzieren Kartuschen mit eingearbeiteten Vasen in kräftiger Rahmung die Fensterbrüstungen. Den Übergang vom Erdgeschoss zur ersten Etage bilden massive Seitenbalkone. Diese sind mit dem Balkonerker mittig verbunden. In dem so entstandenen glatten Putzband las man ursprünglich die Aufschrift „Siemens-Schuckert-Werke“. Zwischen den paarig angeordneten Fenstern im dritten Obergeschoss schmücken zwei große Kartuschen die Fassade. Das Gebäude ist ein Beispiel für neuklassizistische Tendenzen der Architektur in der Zeit vor dem Ersten Weltkrieg. |      |
| 10 | Rudolf-Breitscheid-Straße 71  | Mietwohn- und Geschäftshaus          | Das Mietwohnhaus wurde vom Eigentümer, dem Architektur- und Baugeschäft Dümpert & Haucke, entworfen und 1907–1909 erbaut. Deren Firmensitz befand sich in der Zeit von 1905 bis 1930 auf dem rückseitig anschließenden Grundstück zur Schwanstraße. Der mit Hofflügel errichtete Bau besitzt ein Berliner Dach. Das Gebäude hebt sich aufgrund seiner kreativen Außengestaltung eindrucksvoll von der benachbarten Bebauung ab, fügt sich aber dennoch durch seine Architektur harmonisch in die geschlossene Häuserzeile ein. Ein fast fassadenbreiter geschweifter Zwerchgiebel, dessen Unterseite mit Perlschnurfries geschmückt ist, bestimmt den äußeren Eindruck. Die Gestaltung der Fassade ist an romanischen Vorbildern orientiert; die Fensterarkade besitzt verzierte Säulen. Darüber befindet sich ein strahlenförmig vergitterter Okulus. 1975 wurden die vertikalen Schmuckleisten (variierende Perlenschnüre) entfernt und die Fassade somit einfach gestaltet. In der linken Außenachse befindet sich eine rundbogige Toreinfahrt unter zweigeschossigem segmentbogig abgeschlossenen Loggieneinschnitt. Im dritten Obergeschoss wurden Drillingsfenster verbaut. Die Mittelachse verfügt über Polygonalerker mit kleiner Verdachung als Übergang zum verzierten, hölzernen Runderker im dritten Obergeschoss. Im rechten Außenbereich findet man den repräsentativen Hauseingang unter einem weit ausladenden, hölzernen Schweifgiebel. Im Eingangsbereich sind die Bodenfliesung sowie die reich in Jugendstilform gearbeiteten Treppen und Türen original erhalten geblieben. |      |
| 11 | Rudolf-Breitscheid-Straße 78  | Kino „Weltspiegel“                   | Der Cottbuser Weltspiegel ist ein mehreckiger, langgestreckter, verputzter Ziegelbau und der zweitälteste noch bespielte Kinozweckbau in Deutschland. Er entstand nach einem Entwurf des Architekten Paul Thiel und wurde durch das Bauunternehmen Moritz Hausten gebaut. Am 4. Oktober 1911 war der erste Film zu sehen. Bis 1929 wurden Stummfilme ausgestrahlt, die mit Musik von einem Piano begleitet wurden. Das Kino fasste zu dieser Zeit etwa 800 Besucher. Seit der Eröffnung wurde der Weltspiegel bis März 1998 ununterbrochen als Kino genutzt. In den 1950er Jahren wurden bei Instandsetzungsarbeiten auch Veränderungen an der Fassade vorgenommen. Der Schriftzug „Weltspiegel“ wurde entfernt. Im Inneren des Gebäudes wurden Paneele, Beleuchtung sowie die Bestuhlung erneuert. Zudem wurde das Saalfoyer vergrößert. Weitere Restaurierungsarbeiten fanden in den Jahren 1977 und 1990 statt, wobei 1977 auch die Kinotechnik modernisiert wurde. Unter anderem wurde ein neuer Bildwerferraum gebaut. Die Bühne und das Bühnenportal wurden auf Breitwand umgestellt. Von 1998 an stand das Gebäude leer. Im März 2010 begannen aufwendige Sanierungsarbeiten. So erhielt die Fassade ihr ursprüngliches Aussehen aus dem Eröffnungsjahr. Außerdem bietet ein neuer Anbau an den Weltspiegel Platz für zwei weitere kleinere Kinosäle mit jeweils 90 Plätzen sowie ein Café. Bei der Sanierung wurde eine moderne Lüftungsanlage eingebaut. |      |